# Neuverkorkung
Unter Neuverkorkung versteht man den Austausch der Korken alter Weinflaschen, wobei der Wein auch um- oder aufgefüllt werden kann.

## Ursache
Wein verliert in der Flasche über eine lange Lagerung an Volumen, da ein Korken nicht zu 100 % dicht ist. Ein zu sehr abgesenkter Füllstand erhöht das Risiko der Oxidation und des kompletten Verderbs eines Weins. Der Füllstand ist vor allem bei älteren Weinen mitentscheidendes Kriterium bei einer Kaufpreisfindung.

## Voraussetzungen und Technik
Der Füllstand hängt beispielsweise von der Lagerungsqualität, der Temperatur, der Luftfeuchte, der Lagerungsart (liegend, stehend), dem Vorhandensein einer Wachsversiegelung und der Zahl verstrichener Jahre ab. Daneben spielt auch die Korkenqualität eine Rolle. Selbst ein hochwertiger Korken hält nicht endlos lange dicht, er feuchtet allmählich durch bzw. schrumpft ein und dichtet dann nicht mehr optimal ab. Hochwertige Weingüter bieten folglich ihren Kunden den Service einer Neuverkorkung, die empfohlenermaßen alle 25 bis 45 Jahre vorgenommen werden sollte; ein Aufwand, der natürlicherweise nur für sehr wertvolle Weine sinnvoll ist.
Eine Neuverkorkung kann auch mit dem Auffüllen des Inhalts einhergehen. Sehr oft wird vom Produzenten ein von seiner Charakteristik ähnlicher, jedoch jüngerer Wein zum Auffüllen benutzt. Nur in seltenen Fällen wird der originale Wein aus den Reserven des Weinguts hinzugezogen, um Füllstände der Weine eines Kunden zu ergänzen. Es ist auch möglich, bei der Neuverkorkung den Inhalt einer Flasche zu opfern, um die neuverkorkten Flaschen aufzufüllen.
Zudem muss vereinbart werden, ob die Verschnittflasche verkostet werden darf, um zu vermeiden, dass eine versehentlich oxidierte Flasche mit ihren Auffüllmengen die gesamte Weinpartie verdirbt. Falls dies nicht möglich ist, wie zum Beispiel bei einem sehr alten, einmaligen Madeira, kann das Zuviel an Luft auch durch das Auffüllen mit Glaskugeln ausgeglichen werden.

## Dokumentation
Eine durchgeführte Neuverkorkung sollte dokumentiert werden. Mitunter werden auch die Flaschen gegen neuere Ausführungen ausgetauscht, so dass bei einem später beabsichtigten Verkauf des Weins belegt werden muss, welche Ursache andere Ausführungen von Flasche, Etikett oder Flaschenkapsel haben.